# Крис Хой
Сър Кристофър Андрю Хой (на английски: Chris Andrew Hoy), MBE е шотландски пистов колоездач, състезавал се за Великобритания на Олимпийски игри, световни първенства и игрите на британската общност.
Крис Хой е единадесетократен световен шампион и шесткратен олимпийски шампион. С общо седем олимпийски медала, шест златни и един сребърен, Хой е вторият най-титулуван олимпийски колоездач за всички времена. В периода 2012 – 2021 г. той е най-успешният британски олимпиец и най-успешният олимпийски колоездач за всички времена. През 2021 и двата му рекорда са подобрени от неговия съотборник сър Джейсън Кени. Със своите седемнадесет световни титли в четири дисциплини Хой е най-успешният колоездач на писта на световно ниво за всички времена.
Със своите три златни медала на летните олимпийски игри през 2008 г. Хой става най-успешният олимпиец на Шотландия, първият британски спортист, спечелил три златни медала на едни олимпийски игри след Хенри Тейлър през 1908 г., и най-успешният олимпийски колоездач на всички времена. След като печели още два златни медала (в кейрин и отборен спринт) на летните олимпийски игри през 2012 г., Хой е втори по най-много златни олимпийски медали (шест) от всички британски спортисти, след Джейсън Кени и с повече медали (седем) от всички колоездачи с изключение на съотборниците си сър Джейсън Кени и сър Брадли Уигинс. Хой печели златни олимпийски медали в повече отделни състезания – четири (отборен спринт (два пъти), отборен спринт, кейрин (два пъти) и километър с летящ старт) от който и да е друг колоездач.

## Ранни години
Роден в семейството на Дейвид и Карол Хой, Крис Хой израства в предградието на Мърифийлд на Единбург и получава частно образование в колежа на Джордж Уотсън, последвано от две години в университета Сейнт Андрюс, изучавайки математика и физика до 1996 г. Впоследствие се прехвърля в Единбургския университет, където завършва с бакалавърска степен (с отличие) по приложни спортни науки през 1999 г.
Хой, чийто първи велосипед струва 5 £, е вдъхновен да кара колело на шест години от филма от 1982 г. Извънземното. Хой твърди, че велосипедът BMX, който видял във филма, го е вдъхновил да започне да кара колело. Преди колоезденето на писта той се състезава с BMX на възраст между 7 и 14 години и се класира втори във Великобритания, пети в Европа и девети в света. Хой участва също в състезания по гребане и играе ръгби в училищния си отбор.

## Колоездачна кариера
Хой се присъединява към първия си колоездачен клуб Dunedin CC през 1990 г., на 14 години, и се концентрира върху колоезденето на писта през 1993 г., когато се присъединява към City of Edinburgh Racing Club.
През 1999 г. на Световното първенство на UCI на писта в Берлин печели сребърен медал в отборния спринт, карайки на първи пост заедно с Крейг Маклийн на втори и Джейсън Куали на трети. Негови редовни съотборници в отборния спринт през годините са Крейг Маклийн, Рос Едгар, Джейми Стаф, Джейсън Куали, Матю Крамптън и Джейсън Кени.

## Олимпийски игри
Крис Хой участва на четири олимпийски игри – през 2000, 2004, 2008 и 2012 г., като печели един сребърен медал през 2000 в отборния спринт, златен медал на един километър през 2004, три златни медала през 2008 (отборен спринт, кейрин и индивидуално чрез отстраняване) и два през 2012 (отборен спринт и кейрин).

## Световни първенства
В периода 1999 – 2121 Крис Хой печели 11 златни, 8 сребърни и 6 бронзови медала на световните първенства в дисциплините отборен спринт, 1 km, кейрин, бързина чрез отстраняване.

## Опит за световен рекорд
На 12 май 2007 Крис Хой се опитва да подобри световния рекорд на един километър. Не успява, финиширайки само 0,005 секунди по-бавно с време от 58,880 сек, но подобрява рекорда на 500 m с летящ старт, изминавайки ги за 24,758 сек, което е с над секунда по-бързо от предишното постижение от 25,850 на Арно Дубле.